# Devil Summoner
Devil Summoner (яп. デビルサマナー, кириліз.: Дебіру Самана, досл. «Прикликач дияволів») — відеоігрова франшиза у жанрі рольових ігор, розроблена та переважно видана компанією Atlus. Вона є спінофом франшизи Megami Tensei. Перша гра, Shin Megami Tensei: Devil Summoner, вийшла у 1995 році для Sega Saturn. Останньою основною частиною серії стала Soul Hackers 2 (2022).
Серія виникла на основі позитивно сприйнятої гри Shin Megami Tensei If... (1994). Події ігор розгортаються на альтернативній Землі, охоплюючи період від 1930-х до вигаданого близького майбутнього, і зазвичай зосереджені на персонажі з родини Кудзуноха, який використовує демонів для розслідування надприродних справ. Автором концепції став Коуджі Окада, а над іграми працювали інші ветерани Megami Tensei, зокрема художник Кадзума Канеко та композитор Шьоджі Меґуро. Хоча кожна частина має власний сюжет і часові рамки, їх об’єднує спільний всесвіт і детективні мотиви.
До 2006 року серія залишалася ексклюзивом для Японії. Devil Summoner: Raidou Kuzunoha vs. the Soulless Army стала першою локалізованою англійською, після чого всі ігри (окрім оригіналу) отримали переклад від Atlus USA. Деякі частини супроводжувалися спінофами та додатковими матеріалами. Перші дві гри Devil Summoner входили до числа бестселерів для Sega Saturn. Загалом, серія отримала переважно позитивні відгуки у світі.

## Ігри
| 1995 | Devil Summoner                                      |
| 1996 |                                                     |
| 1997 | Soul Hackers                                        |
| 1998 |                                                     |
| 1999 |                                                     |
| 2000 |                                                     |
| 2001 |                                                     |
| 2002 |                                                     |
| 2003 |                                                     |
| 2004 |                                                     |
| 2005 |                                                     |
| 2006 | Raidou Kuzunoha vs. the Soulless Army               |
| 2006 | Pinball: Judgment                                   |
| 2007 | Soul Hackers: Intruder                              |
| 2008 | Soul Hackers: New Generation                        |
| 2008 | Raidou Kuzunoha vs. King Abaddon                    |
| 2009 |                                                     |
| 2010 |                                                     |
| 2011 |                                                     |
| 2012 |                                                     |
| 2013 |                                                     |
| 2014 |                                                     |
| 2015 |                                                     |
| 2016 |                                                     |
| 2017 |                                                     |
| 2018 |                                                     |
| 2019 |                                                     |
| 2020 |                                                     |
| 2021 |                                                     |
| 2022 | Soul Hackers 2                                      |
| 2023 |                                                     |
| 2024 |                                                     |
| 2025 | Raidou Remastered: The Mystery of the Soulless Army |

### Головна серія
- Shin Megami Tensei: Devil Summoner — перша гра серії, випущена в Японії для Sega Saturn у 1995 році.
- Devil Summoner: Soul Hackers — друга гра серії, випущена в Японії для Sega Saturn у 1997 році.
- Devil Summoner: Raidou Kuzunoha vs. the Soulless Army — третя гра серії, випущена для PlayStation 2 (PS2) у 2006 році в Японії та Північній Америці, а у 2007 році — в Європі.
- Devil Summoner 2: Raidou Kuzunoha vs. King Abaddon — четверта гра серії, випущена для PS2 у 2008 році в Японії та у 2009 році в Північній Америці як обмежений тираж.
- Soul Hackers 2 — п’ята гра та сиквел Soul Hackers, випущена по всьому світу у 2022 році для Microsoft Windows, PlayStation 4, PlayStation 5, Xbox One та Xbox Series X/S. Події відбуваються в середині XXI століття та розповідають про Рінґо, агента цифрової істоти Айон, яка збирає призивачів із ворожих кланів, щоб протистояти загрозі кінця світу[2].

## Сприйняття
Перші дві гри увійшли до числа найбільш продаваних на Sega Saturn у Японії. У ретроспективній статті про франшизу Megami Tensei видання Technology Tell зазначило, що вона вирізняється на тлі решти серії відсутністю постапокаліптичного сетингу.
Raidou Kuzunoha отримала загалом позитивні відгуки критиків, які відзначили відхід від традиційної покрокової бойової системи інших ігор Megami Tensei, хоча й вказували на певні проблеми, викликані новими елементами. Raidou Kuzunoha 2 отримала ще тепліший прийом, і критики відзначали її як покращення порівняно з першою грою.
| Гра                                   | Рік  | Famitsu | Metacritic |
| ------------------------------------- | ---- | ------- | ---------- |
| Devil Summoner                        | 1995 | 35/40   | —          |
| Soul Hackers                          | 1997 | 34/40   | 74/100     |
| Raidou Kuzunoha vs. the Soulless Army | 2006 | 30/40   | 74/100     |
| Raidou Kuzunoha vs. King Abaddon      | 2008 | 32/40   | 79/100     |
| Soul Hackers 2                        | 2022 | 38/40   | 74/100     |